# Cucullia ceramanthea
Cucullia ceramanthea är en fjärilsart som beskrevs av Freyer 1844. Cucullia ceramanthea ingår i släktet Cucullia och familjen nattflyn. Inga underarter finns listade i Catalogue of Life.